# アートアタック
アート アタック（Art Attack）はイギリスで放送されている工作番組である。

## 概要
1989年にイギリス南部のITV系列局、TVSの製作により放送開始。司会及び作品制作はニール・ブキャナン。日本ではディズニー・チャンネルで放送され、俳優の岡田幸樹がホストを務める。（制作パートは英国版のVTRを流用）基本的に子供向け番組であるが、アートの入門編として幅広い世代に視聴されている。

## 番組内容

### 工作パート
メインコーナー。オブジェや貯金箱のような身近な道具などニールが毎回様々な作品を制作する。基本的に幼児向け。新聞紙、木工用ボンド、ペーパータオルを多用する。

### ビッグ・ピクチャー（ビッグ アート アタック）
このコーナーのみ様々な場所でロケを行い（稀にスタジオも使用する）、ニールがロケ地に合わせて様々な素材（例：洋服屋＝洋服、海＝釣具やビーチグッズ）を使用し巨大な絵を完成させる。素材は基本的に折りたたんだりはするものの地面に置くのみで、形に切ったり色を塗ったりなど素材の原形を留めない加工は行なわないのが特徴。作品の完成度や素材の意外な用途など、幼児だけでなく大人も唸らせる内容となっており、番組内でも人気の高いコーナーである。

### 絵画パート
一見難しそうな絵を簡単に描くコツを実演しつつ解説するコーナー。ビッグピクチャー同様、子供向けに留まらない内容となっている。

### 作品投稿
視聴者から写真投稿された作品を紹介。紹介された作品の作者には番組オリジナルの制作キットがプレゼントされる。

### クイック アート アタック
コーナー間のインターバルに挿入されるパラパラ漫画などの小ネタ作品。